# Höfund
Höfund de acuerdo a la saga Hervarar era un caudillo vikingo, rey de Glæsisvellir y heredero del trono del jotun Gudmund, que gobernaba sobre ese territorio de la llamada Jötunheim.
Höfund casó con una guerrera skjaldmö llamada Hervör y tuvieron dos hijos, Angantyr y Heidrek. Heidrek tenía un temperamento muy violento y fue desterrado por Höfund tras matar a un hombre. Pese a todo el rey intentó aconsejar sabiamente a su hijo como comportarse frente a los acontecimientos de la vida, consejos que Heidrek despreció.
Pese a los entresijos y vaivenes por desobedecer a su padre, Heidrek entró al servicio del rey godo Harald y llegó a ser rey de Reidgotaland, por un golpe de Estado respaldado por la mitad del ejército godo.